# Im Lande der Bären
Im Lande der Bären ist ein US-amerikanischer Kurzfilm von James Algar aus dem Jahr 1953.

## Handlung
Das Land der Bären ist seit der Besiedlung Amerikas immer kleiner geworden und konzentriert sich im 20. Jahrhundert vorwiegend auf die Gegend der Rocky Mountains. Im Winter ist vom Bären jedoch nicht viel zu sehen, hält er doch Winterschlaf und baut die im Herbst angefutterte Fettschicht ab. Die Bärin wiederum bringt im Winter ihre Jungen zur Welt, die beim Beginn des Frühjahrs wenige Wochen alt erstmals die Natur erkunden. Sie lernen ein Stacheltier, Kojoten und die gefährliche Klapperschlange kennen, bei deren Anblick die Bärenmutter einen Warnruf ertönen lässt. Beide Bärenkinder erklimmen sofort den nächsten Baum, wie sie es von der Mutter gelernt haben. Dass die verspielten Bärenkinder auch zum Spaß die Bäume erklettern, sagt der Bärin wiederum weniger zu: Es sollte ausschließlich der Weg aus echten Gefahrensituationen sein. Eine solche ist zum Beispiel das Auftauchen eines männlichen Bären, der die Jungen töten würde, wenn er sie entfernt von der Mutter antreffen würde.
Nach einem Jahr sind die jungen Bären größer geworden. Die Mutter, die nur alle zwei Jahre Junge zur Welt bringt, kümmert sich immer noch um die Jungbären. Sie werden beim Fressen gezeigt – als Allesfresser nehmen sie auch Gras, Fisch und Bienenhonig zu sich – und beim Spiel, aber auch beim Verdauungsschlaf. Sie balgen sich gerne mit Artgenossen, wobei die jüngeren Tiere von den älteren lernen, und genießen es, im Sommer zu schwimmen. Besondere Aufmerksamkeit widmen sie dem Sich-Kratzen. Während der Paarungszeit im Spätsommer wechselt die Stimmung und die erwachsenen Bären kämpfen erbittert gegeneinander, sodass sich sämtliche jüngeren Artgenossen auf die Bäume flüchten. Doch auch im Kampf ist der Bär fair und ehrlich. Im Herbst ist die Bärenmutter erneut trächtig. Sie muss die Zweijährigen nun auf eigene Beine stellen und schafft es, indem sie sie mit ganzer Autorität auf die Bäume treibt. Anschließend geht sie und kehrt nicht mehr zurück. Manche Bärenjunge bleiben tagelang auf dem Baum, bevor sie der Hunger auf den Boden zwingt. Nun erst beginnt ihr Erwachsenenleben. Sie sorgen für Nahrung und fressen sich im Herbst eine Fettschicht an, bevor sie instinktiv im Winter nach einer Höhle suchen und schließlich in den Winterschlaf fallen.

## Produktion
Der in Technicolor gedrehte Film Im Lande der Bären entstand als Teil der Dokumentarkurzfilmreihe Entdeckungsreisen im Reiche der Natur. Disney arbeitete dabei mit dem National Park Service und dem Yellowstone-Nationalpark zusammen. Die Animation des Vorspanns schufen Dick Anthony und Joshua Meador. Sprecher des Films ist Winston Hibler. Im Lande der Bären wurde am 5. Februar 1953 veröffentlicht und erschien 2012 auf der Disney-Dreier-DVD Naturfilm-Klassiker.

## Auszeichnungen
Im Lande der Bären wurde 1954 mit einem Oscar in der Kategorie „Bester Kurzfilm (zwei Filmrollen)“ ausgezeichnet.